# Smicropus elegans
Smicropus elegans är en fjärilsart som beskrevs av Druce 1885. Smicropus elegans ingår i släktet Smicropus och familjen mätare. Inga underarter finns listade i Catalogue of Life.